# Formiato d'alluminio
Il formiato d'alluminio o triformiato d'alluminio è il sale di alluminio dell'acido formico.
A temperatura ambiente si presenta come un solido bianco inodore.

## Usi
Trova impiego come additivo per la fabbricazione della carta in sostituzione del solfato di alluminio o del policloruro di alluminio.